# Округ Мејсон (Вашингтон)
Округ Мејсон (енгл. Mason County) је округ у америчкој савезној држави Вашингтон.

## Демографија
По попису из 2010. године број становника је 60.699, што је 11.294 (22,9%) становника више него 2000. године.
| Група             | 2000.          | 2010.          |
| Белци             | 42.636 (86,3%) | 50.349 (82,9%) |
| Афроамериканци    | 587 (1,2%)     | 659 (1,1%)     |
| Азијати           | 519 (1,1%)     | 731 (1,2%)     |
| Хиспаноамериканци | 2.361 (4,8%)   | 4.844 (8,0%)   |
| Укупно            | 49.405         | 60.699         |